# Lua
Lua es un lenguaje de programación multiparadigma, imperativo, estructurado y bastante ligero, que fue diseñado como un lenguaje interpretado con una semántica extendible. Está diseñado principalmente para ser utilizado de manera incorporada en aplicaciones. Lua es un lenguaje multiplataforma y su intérprete está escrito en ANSI C. El nombre significa «luna» en portugués.

## Historia
Lua fue creado en 1993 por Roberto Ierusalimschy, Luis Enrique de Figueiredo y Waldemar Celes, miembros del Grupo de Tecnología en Computación Gráfica (Tecgraf) en la Pontificia Universidad Católica de Río de Janeiro, basándose en una estructura similar a C y Perl.
Las versiones de Lua anteriores a la 5.0 fueron distribuidas bajo una licencia similar a la BSD, de la versión 5.0 en adelante se utiliza la licencia MIT, compatible con la GPL.
Lua ha sido usado en muchas aplicaciones comerciales y no comerciales, cuyo número se incrementa cada año.

## Características
Lua es un lenguaje de programación suficientemente compacto para usarse en diferentes plataformas. En Lua las variables no tienen tipo, solo los datos y pueden ser lógicos, enteros, números de coma flotante o cadenas. Estructuras de datos como vectores, conjuntos, tablas hash, listas y registros pueden ser representadas utilizando la única estructura de datos de Lua: la tabla.
Lua es un lenguaje multiparadigma porque su semántica puede ser extendida y modificada redefiniendo funciones de las estructuras de datos utilizando metatablas, casi como en Perl (así permite implementar, por ejemplo, la herencia aunque sea ajena al lenguaje). Lua ofrece soporte para funciones de orden superior, recolector de basura. Combinando todo lo anterior, es posible utilizar Lua en programación orientada a objetos.

## Funcionamiento interno
Los programas en Lua no son interpretados directamente, sino compilados a código bytecode, que es ejecutado en la máquina virtual de Lua. El proceso de compilación es normalmente transparente al usuario y se realiza en tiempo de ejecución, pero puede hacerse con anticipación para aumentar el rendimiento y reducir el uso de la memoria al prescindir del compilador.
También es posible la compilación en tiempo de ejecución utilizando LuaJIT.

### Códigos de ejemplo
El clásico programa Hola mundo puede ser escrito de la siguiente manera:
```
print
(
"Hola mundo!"
)

```

También puede ser escrito como
```
io.write
(
'Hello World!
\n
'
)

```

o el ejemplo dado en el Website de Lua Archivado el 4 de marzo de 2016 en Wayback Machine.
```
io.write
(
"Hello world, from "
,
_VERSION
,
"!
\n
"
)

```

Los comentarios usan la siguiente sintaxis, similar a Ada, SQL y VHDL
```
-- Un comentario en Lua empieza con doble guion hasta la siguiente línea

--[[ Los strings y comentarios multilínea

     se adornan con doble corchete]]

```

El factorial es un ejemplo de función recursiva.
```
function
 
factorial
(
n
)

   
if
 
n
 
==
 
0
 
then

      
return
 
1
 
end

   
return
 
n
 
*
 
factorial
(
n
 
-
 
1
)

end

```

### Bucles
Lua tiene cuatro tipos de bucles: el bucle while, el bucle for numérico y genérico y el bucle repeat.
El bucle while tiene esta sintaxis:
```
while
 
(
condición
)
 
do

   
-- Bloque

end

```

La forma del bucle for numérico es:
```
local
 
inicio
,
 
fin
,
 
paso
 
=
 
10
,
 
1
,
 
-
1
 
-- El paso puede ser negativo, permitiendo al bucle for restar o sumar

for
 
í
ndice
 
=
 
inicio
,
 
fin
,
 
paso
 
do

   
print
(
í
ndice
)

end

```

Otra forma del bucle for es el for genérico:
```
for
 
clave
,
 
valor
 
in
 
pairs
(
_G
)
 
do

   
print
(
clave
)

end

```

Esta forma itera la tabla _G usando el iterador estándar pairs hasta que retorne 
```
nil

```

El bucle repeat:
```
local
 
condición
 
=
 
false

repeat

   
-- Bloque

until
 
condición

```

Se ejecuta el cuerpo del bucle al menos una vez, y mantendría el bucle hasta que “cond” se convierta en true. Este es muy similar al do while de otros lenguajes de programación, salvo que do while se repite mientras cumpla la condición y en este caso, se repetirá hasta que se cumpla la condición.

## Aplicaciones
Lua está diseñado principalmente para ser incorporado en aplicaciones. Debido a lo anterior, es común que sea empleado como lenguaje principal de diversas API para el desarrollo de complementos y modificaciones. Por ejemplo, programas como ZeroBrane Studio, REAPER o Rockbox son extensibles a través del uso de Lua. Otro programa que hace uso de este lenguaje es Renoise, un DAW escrito en C++ que, en sus últimas versiones, ofrece la posibilidad de usar el código Lua para extender sus capacidades.  De este modo, cualquier usuario con conocimientos del lenguaje Lua y de la propia API disponible de Renoise puede expandir las funcionalidades de este programa añadiendo nuevas funciones específicas, disparadas desde los propios menús desplegables o incluso creando ventanas flotantes con interfaz gráfica propia, combinando Lua con la compatibilidad OSC y la entrada/salida MIDI. Todo este conjunto permite una personalización adicional casi ilimitada de este programa. Incluso Renoise dispone de un terminal propio para editar y ejecutar el código Lua, facilitando enormemente la búsqueda de errores en el código.
El lenguaje también ha sido utilizado para procesar datos de entrada en sistemas complejos, configurar aplicaciones, controlar hardware y otras tareas diversas.
- En el gestor de ventanas Ion es posible utilizar Lua para personalizar la apariencia y extender su funcionalidad.
- El gestor de ventanas awesome en su versión 3 utiliza Lua para su fichero de configuración.

Lenguajes como Lua permiten a las compañías ahorrar costes,[cita requerida] al simplificar el trabajo de desarrollo de nuevo software. Por ejemplo, para portar una aplicación desarrollada con Lua de un sistema operativo a otro, solo es necesario efectuar cambios mínimos en el código fuente. 
Lua es también uno de los lenguajes de programación más utilizados para el desarrollo de homebrews de la consola PSP de Sony debido a su sencillez.[cita requerida]

### Portabilidad
Gracias a su simplicidad, Lua está disponible para múltiples arquitecturas de procesadores. Existen versiones de Lua para videoconsolas como PSP, Wii y SEGA Saturn, que usa librerías propias de SEGA.

### En videojuegos
Debido a que Lua es un lenguaje ligero, relativamente rápido y tiene una licencia permisiva, ha ganado seguidores entre los desarrolladores de videojuegos. El motor gráfico de Crytek, CryEngine, está programado en Lua, además de en C++.[cita requerida] LÖVE2D es otro motor de videojuegos que permite la creación de videojuegos multiplataforma utilizando Lua. Empresas como Valve, Electronic Arts y Bethesda han cambiado porciones de bases de código de C++ a Lua.[cita requerida]
Otros videojuegos y motores de juego que hacen uso de Lua son:
- World of Warcraft, donde el usuario tiene la posibilidad de personalizar casi completamente la interfaz gráfica.
- También en un mod de tipo sandbox para Half-Life 2 llamado Garry's Mod, pudiendo modificarlo casi completamente. Gran parte de Garry's Mod está escrito en Lua.
- También en un mod para Half-Life 2 llamado Fortress Forever que permite configurar altamente los mapas.
- El videojuego de estrategia en tiempo real a gran escala Supreme Commander, el cual es modificable por el usuario en casi todos sus aspectos.
- El videojuego de rol Tibia, modificable casi totalmente (poderes, mapas, etc) junto con XML.
- Parte de S.T.A.L.K.E.R.: Shadow of Chernobyl, permitiendo al jugador modificar armas, armaduras y aspectos varios del juego.
- Grim Fandango y La Fuga de Monkey Island (cuarta entrega de la saga Monkey Island) utilizan internamente scripts en Lua para definir la historia y los eventos que ocurren durante la partida.
- Worms 4: Mayhem utiliza Lua y XML para definir las misiones y desafíos.
- Mediante un programa casero (o homebrew), el LuaPlayer, permite ejecutar archivos .lua en la conocida consola portátil de Sony.
- Ragnarok Online usa Lua para programar la inteligencia artificial de los homúnculos.
- Regnum Online usa Lua para la mayoría de scripts del juego como interfaz, modo de juego, acciones, étc.
- TASpring un juego de estrategia en tiempo real, usa Lua para la mayoría de scripts del juego como interfaz, modo de juego, acciones, étc.
- Multi Theft Auto: San Andreas usa Lua para diseñar modos de juego, mapas y scripts. Este programa es una modificación multijugador que permite al usuario jugar Grand Theft Auto San Andreas en línea con otro usuario de computador a computador.
- Blitzkrieg: Se usa el lenguaje Lua en los editores de mapas e incluso los puede escribir uno mismo.
- Counter-Strike 2D: Permite utilizar scripts Lua para crear, por ejemplo, modos de juego completamente nuevos mediante una interfaz de "hooks, tablas, variables y arrays"
- StepMania: Se usa el lenguaje Lua para desarrollar la implementación de animaciones del entorno gráfico, y asimismo la ejecución de comandos internos relacionados con la jugabilidad.
- Wolfenstein: Enemy Territory: Algunos modos de este juego vienen con el lenguaje Lua para correr scripts como mini-modos, scripts de administración, modificación de mapas, etc.
- Hedgewars: Utiliza Lua en los scripts, misiones y mapas.
- Transformice utiliza Lua y XML para definir los desafíos y parte del diseño, como también se usa como una herramienta, en este caso, LUA para la construcción de minijuegos y XML para la construcción de mapas.
- Railworks: Train Simulator: Se utiliza en los scripts para modificar o definir el funcionamiento de los objetos.
- YGOPro: Dueling System: Desde efectos de cartas hasta la misma inteligencia artificial utiliza este lenguaje.
- The Binding of Isaac: Rebirth: En enero de 2017 se publicó el DLC Afterbirth+, en el mismo se añadió el soporte para Mods programados con este lenguaje.
- Factorio: Utiliza este lenguaje (LUA) como base y para implementar mods al juego.
- Roblox: Utiliza una versión modificada de Lua conocida como RBX.lua. Actualmente su nombre es luau y es de código abierto.
- Detroit Become Human
- Sonic Robo Blast 2
- Minetest: Permite crear mods o videojuegos completos.
- FiveM: Permite crear modificaciones del juego Grand Theft Auto 5 usando el lenguage nativo del juego.
- Teardown: Utiliza LUA para la gran mayoría de cosas y también para implementar mods.
- Friday Night Funkin': El uso de LUA permite crear mods, y dentro de ellas, cambiar el entorno del juego, el HUD, crear y mover decoraciónes, permite la creación de "modcharts" que significa, la capacidad de hacer mover las flechas durante el gameplay.

### Tibia.com o servidores
Lua se puede implementar de muchas formas en el juego de rol RPG de Tibia siempre y cuando existan las funciones y acciones secundarias en tu consola, mucha gente usa el lenguaje de Lua para hacer sistemas, scripts, mods para servidores de Tibia y esto beneficia al público en general que abre un servidor de Tibia.[cita requerida]